# Ipout Ire
Ipout Ire est une des épouses de Téti, pharaon de la VIe dynastie.

## Généalogie
Fille d'Ounas, pharaon de la Ve dynastie et de Khenout, elle épouse le pharaon Téti légitimant ainsi son accession au trône. Assurant la continuité entre les deux dynasties, elle lui donne un fils, Pépi Ier qui régnera à son tour à sa suite.

## Sépulture
Située au nord du complexe funéraire de Téti, sa tombe a été découverte par Victor Loret et fait l'objet de nouvelles fouilles récentes.
Ces dernières ont permis d'éclairer l'importance du personnage. En effet, épousée en secondes noces par Téti, Ipout ne devait donc pas occuper la place de grande épouse royale de Pharaon. Sa tombe avait d'ailleurs été conçue initialement comme un mastaba, pour finalement être transformée par la suite en pyramide par son fils Pépi Ier une fois monté sur le trône, preuve d'un changement de destinée extraordinaire.
Redécouverte récemment par une équipe d'égyptologues du Conseil suprême des Antiquités égyptiennes, elle est située au nord de la pyramide de l'autre épouse du roi, Khouit II.